# Wolete Israel Seyoum
Wolete Israel Seyoum, född 1907, död 1989, var en etiopisk kronprinsessa, gift med kronprins Amha Selassie.
Hon gifte sig med kronprinsen 1931. När Etiopien ockuperades av Italien flydde kejsarfamiljen till England. Hon separerade från sin make och bosatte sig i Egypten. När den italienska ockupationen upphörde 1941, skilde sig paret formellt. 
Hon bosatte sig sedan i Addis Ababa. Hon var den enda medlemmen av den före detta kejserliga familjen som lämnades ifred av dergregimen efter monarkins avskaffande 1974.